# アーケオプテリクス (航空機)
アーケオプテリクス
(Archaeopteryx)
フットランチによる発航中のArchaeopteryx Race
- 用途：グライダー
- 分類：マイクロリフト・グライダー
- 設計者：Roger Ruppert
- 製造者：Ruppert Composite GmbH
- 初飛行：2001年9月
- 生産数：18 (2017年2月時点)[1]
- 生産開始：2010年
- 運用開始：2001年
- ユニットコスト：€51,500 Standard; €57,500 Race; €72,000 Electro (2018年時点)[2]

アーケオプテリクス(Archaeopteryx)はスイスで開発されたポッド&ブーム形態の高翼単座マイクロリフト・グライダーである。Roger Ruppertにより設計されRuppert Composite GmbHにより製造されている。
本機は羽の生えた恐竜であるアーケオプテリクス(いわゆる始祖鳥)にちなんで名付けられた。

## 設計及び開発
アーケオプテリクスは軽量、良好な失速特性且つ低い失速速度、良好な運動性、良好な高速性能を設計目標としたフットランチ可能なマイクロリフト・グライダーとして考案された。さらなる目標として無風状態でフットランチ可能なグライダーとすることが掲げられた。
アーケオプテリクスの設計はチューリッヒ応用科学大学(Zurich University of Applied Sciences (ZHAW))で研究プロジェクトとして1998年に開始された。最初のプロトタイプ機の初飛行は2001年9月だった。初期に得られた知見に基づいて改修が行われ、2002年5月に再度飛行を行った。2003年3月に新形状となり、再飛行したプロトタイプで試験飛行と改修が重ねられた。製品版のプロトタイプ設計は2006年に開始され、2009年に完了した。量産第1シリーズの製造は2009年夏に開始され、顧客への納入は2010年に開始された。2012年夏時点で10機がオーストラリア、アルゼンチン、ドイツ、フランス、オーストリア、スイスの顧客に納入されている。

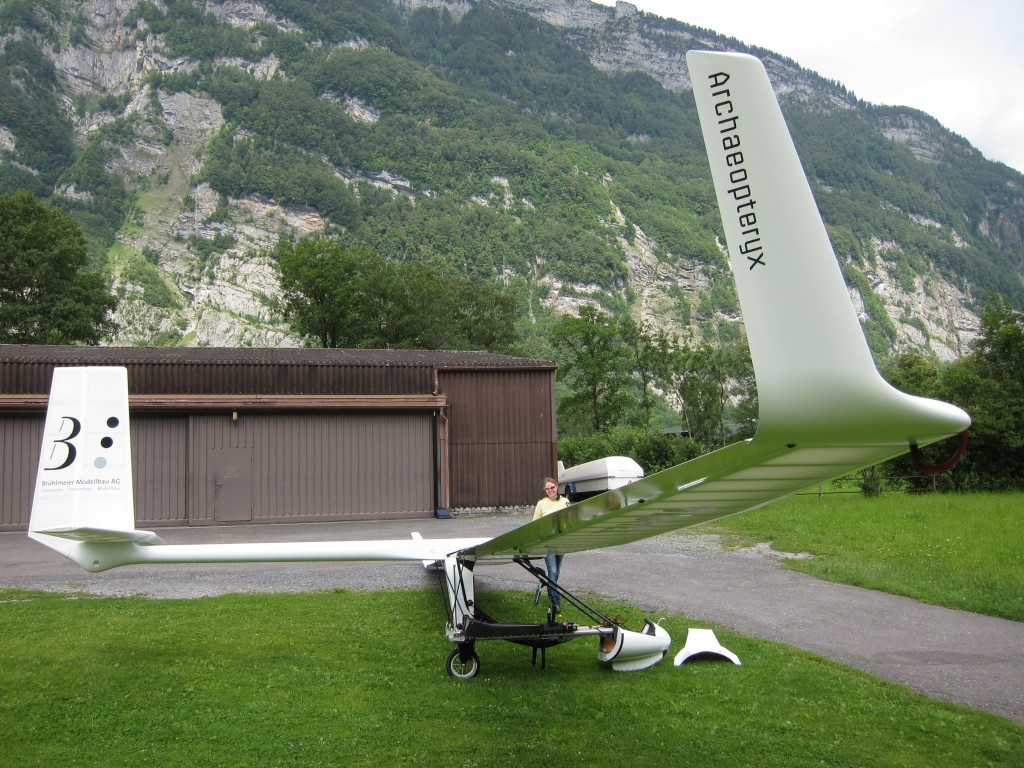
アーケオプテリクス スタンダード, Mollis, 2011年6月

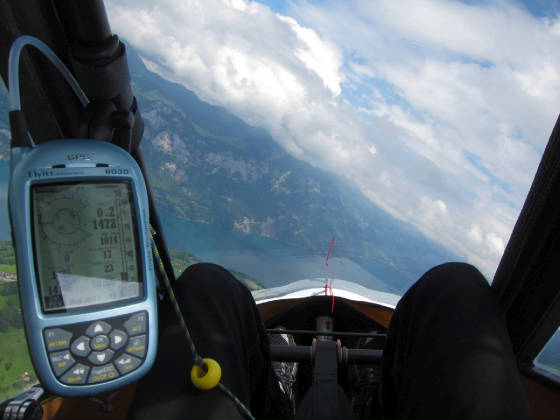
飛行中のアーケオプテリクス内からの景観

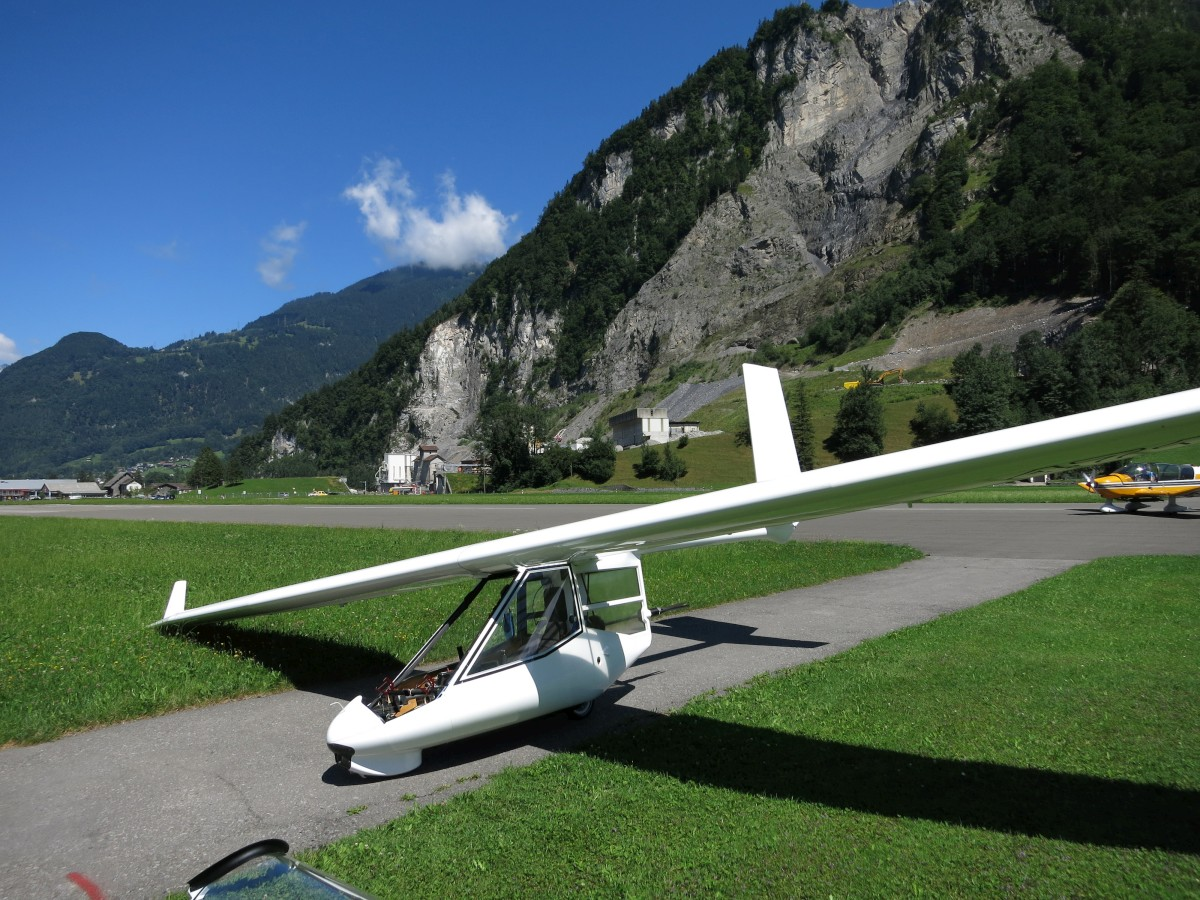
電気モーター付きアーケオプテリクス

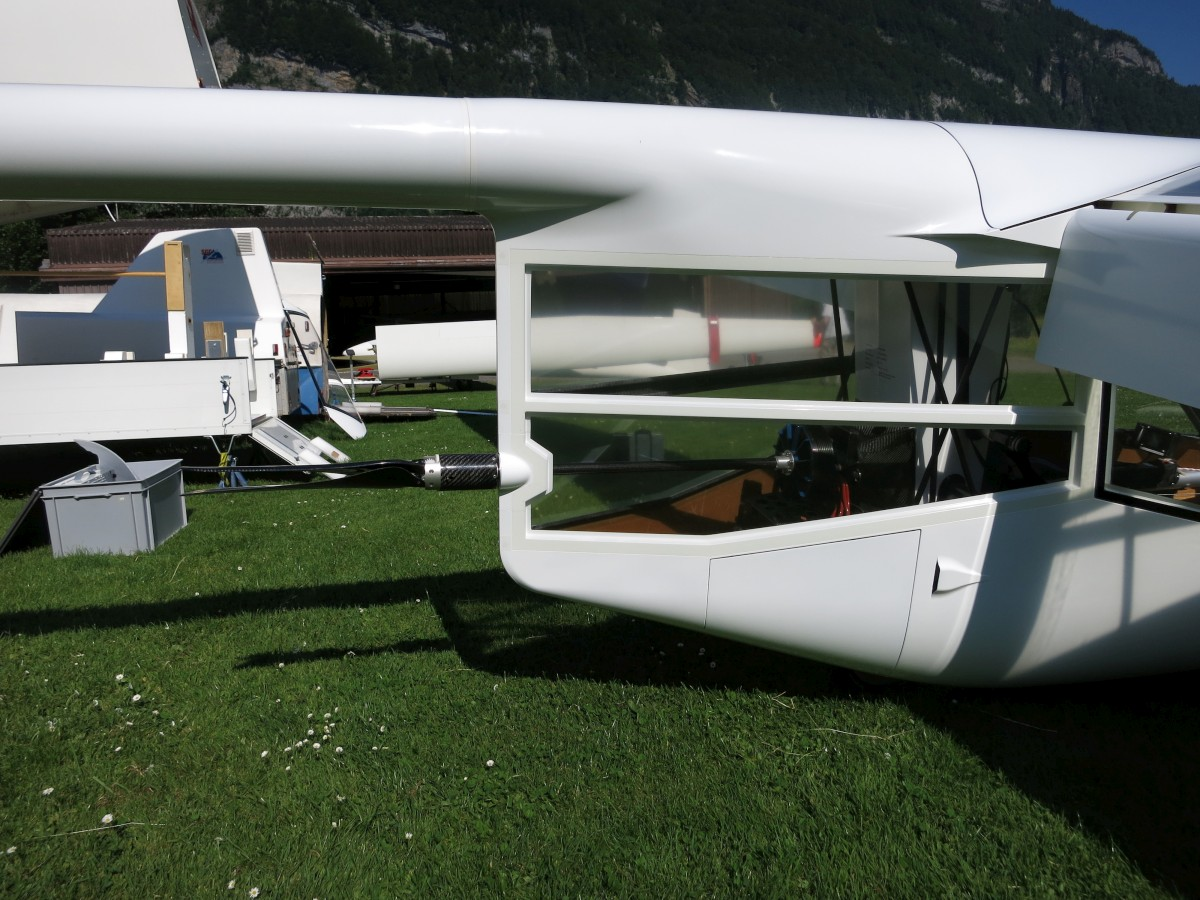
アーケオプテリクスのモーターとプロペラ部拡大

製造メーカーは自力発航能力を提供するために2基のモーターを搭載したプロトタイプを開発中である。
操縦系統は、エルロンとエレベーター(昇降舵)を操作する操縦桿とラダーペダルを持つ従来型である。本機はグライドパスの操作用に45～70°にセットするとエアブレーキとして機能するフラップを使用する。また面積62 m2の緊急着陸用パラシュートを備えている。本機は1人で15分で飛行準備が可能である。本機では搭乗者の足による発航(フットランチ)、飛行機曳航、ゴム索発航、自動車曳航およびウインチ曳航、並びに機体に取り付けられた車輪または搭乗者の足による着陸が実施されたことがある。
本機は165～195cm、55～100kgのパイロットに対応している。
電動推進装置は2014年中頃に導入され、これによって自力発航が可能となった。少数が販売され、いくつかはそれ以前に販売された機体に取り付けられた。離陸距離は50 m、上昇率は完全に充電された状態で2.5 m/sである。1回の充電で11分間の全力運転が可能である。電気モーターは10.5 kW、3800 rpmで使用され、プロペラは速度75 km/hで370 Nを発生させる。バッテリーには容量2.07 kWh、最大電圧58.8 V、最大電流200 Aの14s1pリチウムポリマーバッテリー(Kokam)が使用されている。

## 派生型
アーケオプテリクス スタンダード(Archaeopteryx Standard)
コクピットフェアリング無しの標準型
アーケオプテリクス パフォーマンス(Archaeopteryx Performance)
コクピットフェアリング付き標準型;生産終了
アーケオプテリクス レース(Archaeopteryx Race)
コクピットフェアリング・風防付き標準型
アーケオプテリクス エレクトロ(Archaeopteryx Electro)
電動推進装置付きのアーケオプテリクス レース

## 性能諸元 (アーケオプテリクス スタンダード)
出典: Sailplane Directory, company website and flight manual
諸元
- 乗員: 1
- 全長: 5.7 m （18.8 ft）
- 全高: 2.9 m （9.6 ft）
- 翼幅: 13.6 m（44.6 ft）
- 翼面積: 12.8 m2 （138 ft2）
- 空虚重量: 54 kg （119 lb）
- 運用時重量: 160 kg （353 lb）
- 最大離陸重量: 191 kg （421 lb）

性能
- 制限荷重倍数: +4.0 / -2.0 (130 km/h)/ +5.1 / -3.1 (100 km/h)
- 滑空比: 28:1
- 沈下率: 0.5 m/s (98 ft/min)

- アビオニクス: Flytec 6030 GPS (Flarm（英語版） 付き)[17]